# Otorvi i vybros'
Otorvi i vybros' (Оторви и выбрось) è un film del 2021 diretto da Kirill Sokolov.

## Trama
Olja è stata in prigione per quattro anni e ha deciso di iniziare una nuova vita con l'aiuto di sua figlia. Ma la ragazza vive con sua nonna, che farà di tutto per non separarsi dalla nipote.